# Solace (Sarah McLachlan)
Solace è il secondo album in studio della cantautrice canadese Sarah McLachlan, pubblicato nel 1991 in Canada e nel 1992 negli Stati Uniti.

## Tracce
Tutti i brani sono di Sarah McLachlan tranne dove indicato.
1. Drawn to the Rhythm – 4:08
2. Into the Fire (McLachlan, Pierre Marchand) – 3:34
3. The Path of Thorns (Terms) – 5:51
4. I Will Not Forget You (McLachlan, Darren Phillips) – 5:20
5. Lost – 5:03
6. Back Door Man – 4:00
7. Shelter – 3:23
8. Black – 5:04
9. Home – 4:45
10. Mercy – 4:23
11. Wear Your Love Like Heaven (Donovan; solo nell'edizione Arista) – 3:19